# Trawy (wieś)
Trawy – wieś w Polsce położona w województwie mazowieckim, w powiecie węgrowskim, w gminie Korytnica. Ma status sołectwa.
Wieś jest siedzibą rzymskokatolickiej parafii Przemienienia Pańskiego w Trawach.

## Położenie
Trawy leżą w południowo-zachodniej części gminy Korytnica. Przez wieś przebiegają drogi stanowiące wyjazd we wszystkich kierunkach, łącząc jej mieszkańców z miejscowością gminną Korytnica, miastem powiatowym Węgrowem oraz oddaloną o 60 km Warszawą.
Zabudowa we wsi zlokalizowana jest wzdłuż głównej drogi asfaltowej.

## Demografia
W Trawach mieszka 220 osób. W większości są to rolnicy, lecz dużą część mieszkańców stanowią też pracownicy zakładów i firm, zarówno prywatnych jak i państwowych, pracujący w Warszawie.

## Historia
W latach 1952–1954 miejscowość była siedzibą gminy Trawy w woj. warszawskim (dzisiejsze woj. mazowieckie). Gmina została utworzona 1 września 1952 roku w woj. warszawskim, w powiecie węgrowskim, z części gmin Borze, Korytnica i znoszonej gminy Jaczew. W dniu powołania składała się z 18 gromad: Adampol, Jaczewek, Marysin, Modecin, Połazie, Radoszyna, Świętochów Nowy, Świętochów Stary, Trawy, Wiktoria (z gminy Borze), Bednarze, Jugi, Kąty, Kupce, Maksymilianów, Sekłak, Sewerynów (z gminy Korytnica) i Rabiany (z gminy Jaczew).
Z racji utworzenia Urzędu Gminy i zorganizowania Rady Gminy w Trawach, 1 stycznia 1951 r. utworzono sekcję Ochotniczej Straży Pożarnej. Inicjatorami jej powołania byli Józef Sokulski (radny Rady Gminy), Bronisław Pełka (sołtys wsi) oraz Feliks Bogusz (proboszcz pniewnicki przyjeżdżający do kaplicy odprawiać nabożeństwa). Prezesami straży byli Józef Sokulski, Władysław Laskowski, Bronisław Pełka, Stanisław Ołdak, Szymon Wiesław Grabowski i Stanisław Laskowski. Funkcję Komendanta sprawowali: Bronisław Pełka, Marceli Kruszewski, Roman Lewandowski i Piotr Sokulski. W latach 1958–1962 wybudowano nową remizę z garażem, a w roku 1963 ogrodzono działkę strażacką stalową siatką.
Gmina została zniesiona 29 września 1954 roku wraz z reformą wprowadzającą gromady w miejsce gmin. Po reaktywowaniu gmin 1 stycznia 1973 jednostki nie przywrócono.
W latach 1975–1998 miejscowość administracyjnie należała do województwa siedleckiego.